# 牛吼
牛吼，古代越南对于沱江流域地区傣族王国的称呼。

## 历史

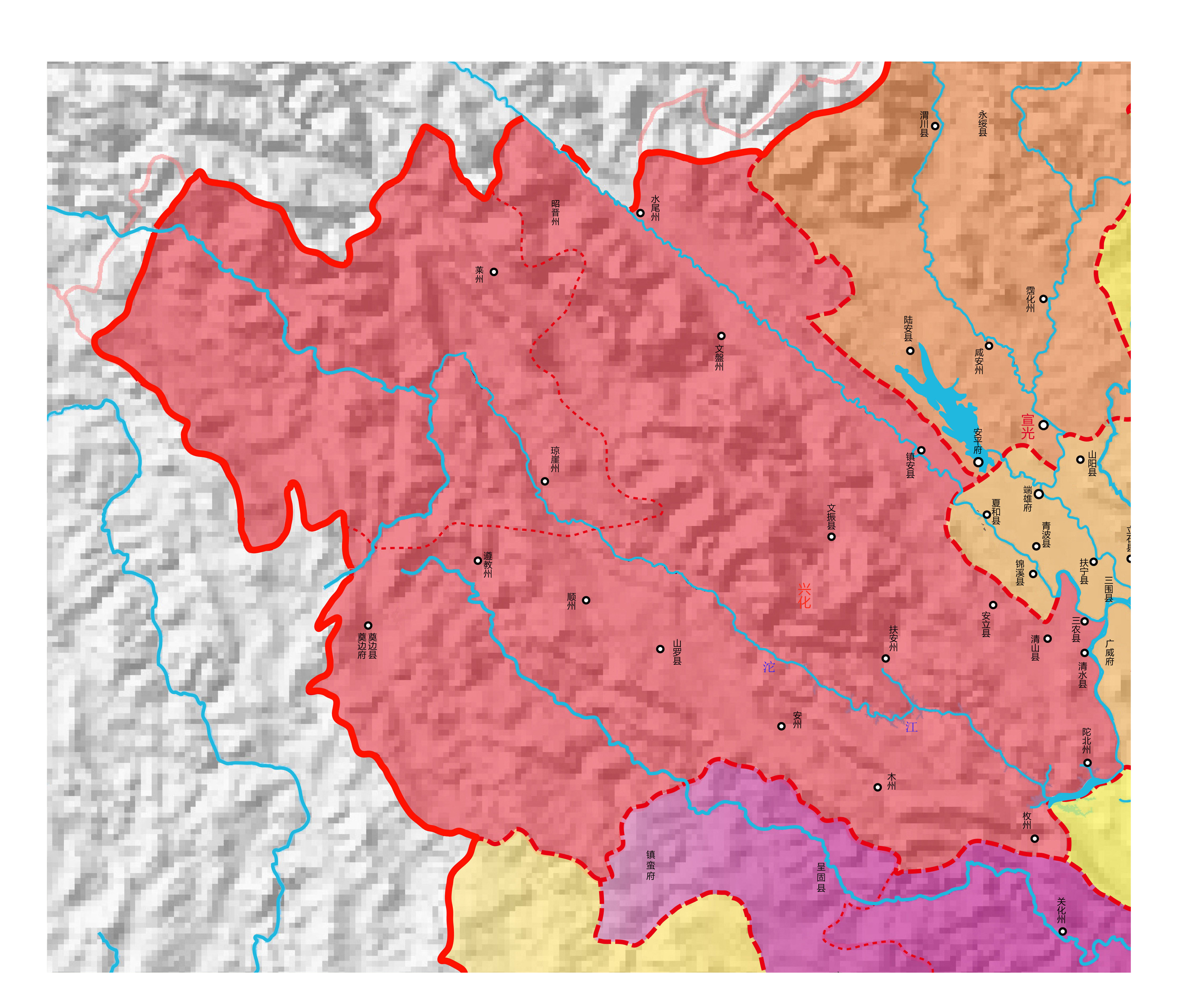
兴化省地区

根据黑傣族的历史传说，芒路黑泰王子郎壮（Lạng Chượng）率众向西迁徙，征伐沱江流域的大小城邦，成为霸主，最终选择在芒青（Muong Thanh）建立国家。郎壮去世后，孙子坤闷（Khun Mun）统治芒青，坤闷之孙造昭、造甘分别统治芒莱（Mường Lay）和芒每（Mường Muổi）。芒每酋长造甘生子造终，造终生子造升，造升生子造过兰、造过兰生子造蒸，造蒸生子卢烈，号称俣好（Ngu Háu）。越南古籍中的“牛吼国”，很可能与俣好称号有关。
根據《大越史记全书》記載，李朝龙章天嗣二年（1067年）二月，牛吼和哀牢（川壙王國）向李圣宗进贡金銀、沉香、犀角、象牙、土宜等物。大定二十年（1159年）春，牛吼向李英宗进贡花象。农历五月，牛吼与哀牢反抗李朝，李英宗派遣苏宪诚讨伐牛吼，获得人、牛、马、象、金銀珍宝甚多。
12世紀的中國史料將該國稱為「黑水國」，描述稱該國位於大理國和安南之間。
13世紀末至14世紀初，牛吼與越南陈朝開始發生衝突。陈仁宗时，牛吼与密道一起向安南进贡，至陈明宗末年，牛吼袭击归附于陈朝的沱江部落。1329年，陈明宗禅位陈宪宗。同年冬，陈明宗亲率大军征讨牛吼、哀牢二国，大军到达忙越，命令将此地更名为太平府。昭义侯贪功冒进致使陈军大败，陈明宗遂罢兵而还。1337年冬，陈明宗又遣兴孝王讨伐牛吼，攻入郑旗寨，杀死了牛吼酋长车焚。此戰後牛吼，陷入混亂之中，從此開始衰落，再無能力與安南抗爭，徹底向安南臣服。
陳朝隨後將沱江道改為沱江鎮。1397年，胡季犛將沱江鎮改為天興鎮。明朝滅亡安南之後，於1408年將其分為嘉興、歸化兩州。1416年，明朝將黑泰王國征服，然而這個時期是短暫的。隨後的藍山起義中，黑泰酋長追隨了反叛明朝統治的安南人黎利。黎利建立後黎朝後，在1432年和1433年兩次進攻黑泰，將其納入安南的西道統治之下。後黎朝以其地设立越州，后改为安州。

## 风俗
黄仲政《兴化风土记》：「牛吼言语、文字与哀牢同。」

## 外部連結
- Quam tô mương （页面存档备份，存于）